# Bella (La bella e la bestia)
Bella (in alcune versioni, tra cui quella Disney, Belle) è la protagonista femminile della fiaba popolare La bella e la bestia.

## Adattamenti
Film
- Beauty and the Beast (1912): interpretata da Cleo Ridgely
- La bella e la bestia (1919)
- La bella e la bestia (La Belle et la Bête) (1946): interpretata da Josette Day
- Alenkiy tsvetochek (1952)
- Beauty and the Beast (1962): interpretata da Joyce Taylor
- La bella e la bestia (Beauty and the Beast) (1976): interpretata da Trish Van Devere
- Il fiore scarlatto (Alenkiy tsvetochek) (1977): interpretata da Marina Ilyichyova
- Giulia e il mostro (Panna a Netvor) (1978): interpretata da Zdena Studenková
- La bella e la bestia (Beauty and the Beast) (1987): interpretata da Rebecca De Mornay
- La bella e la bestia (Beauty and the Beast) (1992)
- Beauty and the Beast (2003): interpretata da Jane March
- Beastly (2011): interpretata da Vanessa Hudgens
- Die Schöne und das Biest (2012): interpretata da Cornelia Gröschel
- La bella e la bestia (La belle et la bête) (2014): interpretata da Léa Seydoux
- La bella e la bestia (Beauty and the Beast) (2017): interpretata da Emma Watson

Serie televisive
- Nel regno delle fiabe (Shelley Duvall's Faerie Tale Theatre) (1984): interpretata da Susan Sarandon
- Le fiabe son fantasia (Grimm Meisaku Gekijou) (1987)
- La bella e la bestia (Beauty and the Beast) (1987): interpretata da Linda Hamilton
- Le fiabe più belle (Anime Sekai no Dowa) (1995)
- Simsalagrimm (Simsala Grimm) (2010)
- C'era una volta (Once Upon a Time) (2011): interpretata da Emilie de Ravin
- Beauty and the Beast (2012): interpretata da Kristin Kreuk
- La bella e la bestia (Beauty and the Beast) (2014): interpretata da Blanca Suárez
- Descendants (2015): interpretata da Keegan Connor Tracy
- Regal Academy (2016)

### Versione Disney
- La bella e la bestia (1991)